# Hans Ertl
Hans Ertl, detto Juan, Vagabondo, il "Fotografo di Rommel" (Monaco di Baviera, 21 febbraio 1908 – [[Llanos de Chiquitos, nel Dipartimento di Santa Cruz, in Bolivia]], 23 ottobre 2000), è stato un alpinista, regista e scrittore tedesco,  e propagandista nazista. È noto anche per essere il padre di Monika Ertl, la guerrigliera comunista che assassinò Roberto Quintanilla Pereira, l'uomo che ordinò di tagliare le mani al cadavere di Che Guevara.  Cineoperatore preferito dalla regista Leni Riefenstahl, partecipò alle riprese della visita a Roma di Adolf Hitler del 1938 e fu tra i cameraman preferiti che accompagnavano il generale Erwin Rommel, tanto da guadagnarsi il soprannome di "fotografo di Rommel".  Importante e talentuoso alpinista del Novecento, inventò il sesto grado e si aggiudicò le più ambite pareti alpine, le nord del Cervino, dell’Eiger, dell’Ortles. Nel 1934 prese parte alla spedizione internazionale nel Karakorum, durante la quale raggiunse un settemila,  il Sia Kangri, alto 7.422 metri, la più alta cima fino ad allora conquistata. Partecipò alla spedizione sulle Ande boliviane del 1950-52 e fu un componente della spedizione alpinistica austro-tedesca al Nanga Parbat del 1953 nel tentativo di scalare la settima vetta più alta del mondo.

## Biografia
Già da giovane mostrò interesse per il lavoro con le macchine fotografiche: ne costruì diverse da solo, utilizzando scatole di sigari, un obiettivo ricavato dal "visore per l'opera" della madre e otturatori inseribili in "carta stagnola". Fotografò la  “natura morta vegetale con ravanelli e rape”, “padre che dorme in poltrona” e “la vista dal balcone della cucina”. Una piccola stanza della casa fungeva da camera oscura, dove sviluppava le fotografie. Fu Arnold Fanck che lo ingaggiò per il film "SOS Iceberg", girato in Groenlandia nel 1932, qui Ertl imparò a usare la cinepresa, fece la controfigura di un attore in scene pericolose e incontrò anche Leni Riefenstahl con la quale strinse un'affettuosa amicizia. Nel 1935 fece parte di una troupe più ampia, guidata da Leni Riefenstahl, che filmò il raduno del partito nazista a Norimberga. In qualità di cameraman della scuola di Arnold Fanck, sviluppò nuove tecniche di ripresa e di inseguimento della telecamera, in particolare per i film olimpici di Leni Riefenstahl prodotti dalla "Olympia-Film GmbH", tra cui la "camera volante", con la quale ricreò il volo di un saltatore con gli sci. Hans Ertl è stato il primo cameraman del film olimpico diretto da Leni Riefenstahl.
Dal 1937 lavorò per conto della società Siemens per testare il processo di produzione di pellicole a colori Berthon-Siemens e si stabilì con la moglie Ertl a Monaco di Baviera-Harlaching. Nel 1937/38 fu operatore di ripresa nel film "Lettere d'amore dall'Engadina" di Luis Trenker. All'epoca, nel maggio 1938, su ordine del ministro della propaganda Joseph Goebbel, fece parte di una troupe cinematografica più numerosa che accompagnò Adolf Hitler nella sua visita di Stato a Roma ospite di Mussolini e partecipò alle riprese di un filmato a colori. Tuttavia, le registrazioni non furono poi utilizzabili a causa di un problema tecnico. Nel 1938/39 fece parte della spedizione Bavaria-Fanck-Cile, che avrebbe dovuto girare in Sud America il film "Robinson II" parte di una coproduzione tedesco-cilena. 
Nel 1939, Ertl mentre si preparava a partire per girare un film in Cile, fu arruolato dal Terzo Reich come "corrispondente di guerra". Cameraman nella Germania nazista, lavorò con la regista Leni Riefenstahl su molti dei suoi film di propaganda nazista, tra cui "Olympia".  Durante la seconda guerra mondiale, fu tra i cameraman preferiti che accompagnavano il generale Rommel, il che gli fece guadagnare la reputazione di "fotografo di Rommel". Durante la prima parte della sua carriera, inventò una macchina fotografica subacquea e una macchina fotografica montabile sugli sci, entrambe le quali trasformarono il modo in cui venivano girati i film.
A metà degli anni '50, dopo l'arresto da parte degli Alleati per collaborazionismo con il regime nazista, Ertl, seppur non avesse partecipato a crimini, subì il divieto di lavorare professionalmente in Germania,  pertanto riparò in Cile  e infine si stabilì in Bolivia,  dove realizzò due documentari di lungometraggio. Ne intraprese un terzo ma cessò dopo che il suo trattore si schiantò contro un ponte di legno con a bordo due terzi del filmato non assicurato. Frustrato, decise quindi di diventare contadino e si ritirò a "La Dolorida", un pezzo di terra semi-giungla nella Bolivia orientale,  a Llanos de Chiquitos, Dipartamento di Santa Cruz, dove era conosciuto come "Juan".
La prima moglie di Ertl e madre delle sue tre figlie morì di cancro al fegato nel 1958; sua figlia preferita fu Monika Ertl, con la quale entrò in contrasto quando, nel 1969, ella decise di unirsi all'Esercito di Liberazione Nazionale (ELN)  e si rifiutò di permetterle di convertire parte della fattoria in un campo di addestramento militare.  Monika fu uccisa il 12 maggio 1973 a El Alto (a La Paz), a colpi di arma da fuoco dall'esercito boliviano come rappresaglia per aver presumibilmente partecipato all'assassinio del 1971 del colonnello Roberto Quintanilla Pereira, console boliviano ad Amburgo.  Secondo Régis Debray, Monika il quel periodo stava anche preparando il rapimento di Klaus Barbie, ex capo della Gestapo, per portarlo in Cile e di conseguenza alla giustizia in Francia, dove era ricercato come criminale di guerra nazista. All'epoca Barbie era noto per essere un informatore della polizia segreta in Bolivia. Nel 1973 fu proprio Barbie a scovare il nascondiglio della Ertl e non le risparmiò feroci torture facendone sparire il cadavere che non venne mai ritrovato, nonostante le richieste del padre. Il suo corpo non venne mai consegnato alla famiglia per essere sepolto e si trovò in una tomba sconosciuta. Klaus Barbie era solito frequentare la famiglia di Ertl durante il suo soggiorno bolivia e dai figli veniva chiamato lo "zio Klaus".
Ertl raramente ritornò in Germania, dove si sentì defraudato dalla vincita di un importante premio cinematografico, nonostante tutto pochi giorni prima della sua morte chiese a sua figlia Heidi, che viveva in Baviera, di inviargli un sacco di terra tedesca. Ertl morì nel 2000 e fu sepolto nella sua fattoria, Llanos de Chiquitos, Dipartimento di Santa Cruz, che ora è diventato un museo. In un articolo del "Time" del 2008, la figlia Beatriz, negò che suo padre fosse stato un nazista, affermò che egli aveva prestato servizio per "obbligo" e che "fece il possibile per sopravvivere". Sua figlia confermò anche che la nota regista Riefenstahl era "l'amore della sua vita".

## Scritti
- 1937 Bergvagabunden, Monaco. È l’autobiografia di Hans Ertl, ove descrive il suo percorso verso cime e creste, attraverso pareti di ghiaccio e di roccia, in un viaggio alla ricerca di una metafisica e spiritualità negli anni che precedono il Terzo Reich. L’autore racconta i passaggi che segnarono la sua vita: i mesi trascorsi nell’Artide in Groenlandia, tra scalate e riprese cinematografiche; la spedizione internazionale sull’Himalaya nel 1934, durante la quale raggiunse un settemila nel Karakorum,  il Sia Kangri, alto 7.422 metri, la più alta cima fino ad allora conquistata.
- 1959 Paititi – Ein Spähtrupp in die Vergangenheit der Inkas, Würzburg.
- 1958 Mal oben mal unten. Bilder aus Bolivien, Monaco.
- 1982 Meine wilden dreißiger Jahre: Bergsteiger, Filmpionier, Weltenbummler, Monaco.
- 1985 Als Kriegsberichter 1939–1945, Innsbruck.

## Carriera alpinistica
Hans Ertl trascorse l'infanzia e la giovinezza a Monaco di Baviera. Secondo la sua descrizione nel libro "Mountain Vagabonds" del 1937, fu un film sullo sci a suscitare il suo interesse per la montagna. La prima volta che salì sugli sci fu quando ne portò un paio al suo capo scout sui monti dell'Ammergau. Non riuscì a resistere alla tentazione, indossò gli sci e alla fine si schiantò contro un albero.
Hans Ertl, i fratelli Franz e Toni Schmid, Elimil Solleder, Anderl Heckmair furono gli esponenti di punta della “Scuola di Monaco” e fecero parte dei cosiddetti "Bergvagabunden". Girarono le Alpi su pesanti biciclette residuati della grande guerra (Monaco-Zermatt: cinque giorni). Dormirono in tenda, senza soldi, inventarono il sesto grado e si aggiudicarono le più ambite pareti alpine, le nord del Cervino, dell’Eiger, dell’Ortles.
Divenne noto come alpinista nei primi anni Trenta con le prime ascensioni delle pareti nord del Gran Zebrù (5 settembre 1930 con Hans Brehm) e dell'Ortles (22 giugno 1931 con Franz Schmid ).  Entrambi i percorsi sono oggi denominati "Ertlweg", in particolare la parete nord dell'Ortles è tuttora una delle pareti di ghiaccio più difficili delle Alpi orientali.  Nel 1934 prese parte alla spedizione internazionale himalayana nel Karakorum guidata da Günter Oskar Dyhrenfurth. Il 12 agosto Ertl e Albert Höcht effettuarono la prima scalata del Sia Kangri, alto 7.422 metri. Durante questa spedizione, furono girate delle riprese per il lungometraggio "The Demon of the Himalayas" del regista Andrew Marton; Ertl apparse in questo film come attore e cameraman.
Dal marzo 1950 al 1952 Ertl soggiornò in Bolivia.  Fu il capo della "spedizione andina tedesca", che aveva obiettivi alpinistici e scientifici.  La spedizione comprendeva, tra gli altri: Milli Bau, Friedrich Michel, Walter Forster, Heinrich Hawickhorst e Gert Schröder (meteorologo). A metà del 1950 si unì al team anche Alfons Hundhammer, fratello del ministro della cultura bavarese. Hawickhorst era stato precedentemente depennato dai partecipanti. Durante questa spedizione, Ertl riuscì a scalare da solo la cima settentrionale dell'Illimani, a compiere la prima ascensione della cima meridionale dell'Illimani (insieme al meteorologo Dr. Gert Schroeder) e ad effettuare altre prime ascensioni di diverse vette di seimila metri.  Nel 1953 Ertl ricevette l'incarico di realizzare un documentario e accompagnò i partecipanti alla "spedizione commemorativa Willy Merkl" guidata da Karl Herrligkoffer, che si era prefissata l'obiettivo di effettuare la prima scalata dell'ottomila Nanga Parbat. [Ertl salì con altri tre alpinisti fino all'ultimo campo alto a 6.900 metri di altitudine, da dove Hermann Buhl riuscì a raggiungere la vetta.  Il film "Nanga Parbat" ricevette il premio per il riconoscimento più onorevole ai "German Film Awards" del 1954.
- 1930: Prima salita della parete nord del Gran Zebrù.
- 1931: Prima salita della parete nord dell'Ortles.
- 1934: Prima salita del Sia Kangri.
- 1942: Monte Elbrus.
- 1950: Prima scalata in solitaria dell'Illimani sud, prima salita dell'Illimani nord
- 1951: Seconda salita dell'Illampu
- 1953: salita al Campo 5 (6.900 m) sul Nanga Parbat nella spedizione alpinistica austro-tedesca al Nanga Parbat del 1953, dove scattò le famose foto di Hermann Buhl di ritorno dalla sua prima salita in solitaria[5].

## Filmografia
- 1932: Assistente di Arnold Fanck "S.O.S. Eisberg";
- 1934: Assistente di Arnold Fanck "The Eternal Dream";
- 1935: "Demon of the Himalayas";
- 1936: Direttore della fotografia di Leni Riefenstahl "Olympia" - Teil 1: Fest der Völker, Teil 2: Fest der Schönheit
- 1938: Cameraman di Luis Trenker  "Liebesgrüße aus dem Engadin";
- 1939: Cameraman di Arnold Fanck  "A German Robinson Crusoe";
- 1939: Assistente di BDM-Werk Glaube "Glaube und Schönheit";
- 1953: Direttore e cameraman del documentario "Nanga Parbat 1953".